# Kim Sae-rom (actriz)
Kim Sae-rom (2 de octubre de 1987) es una personalidad de televisión, actriz y modelo surcoreana.

## Vida personal
Se casó con el chef Lee Chan-o el 13 de agosto de 2015, pero sin embargo el 23 de diciembre de 2016, se reveló que se divorciara después de aproximadamente un año y cuatro meses de matrimonio debido a diferencias irreconocibles.

## Filmografía

### Programas de variedades
| Año  | Título                           | Red  | Papel                    | Nota                      |
| ---- | -------------------------------- | ---- | ------------------------ | ------------------------- |
| 2015 | My Little Television             | MBC  | Invitada                 | episodios 11, 12, 13 y 14 |
| 2015 | I Can See Your Voice Temporada 2 | Mnet | Invitada                 | Episodio 2                |
| 2015 | Misma Cama, Diferentes Sueños    | SBS  | Invitada                 | Episodio 28               |
| 2015 | King of Mask Singer              | MBC  | Panelista Invitada       | Episodio 39               |
| 2016 | Talentos para la Venta           | KBS  | En la casa del comprador | episodios 3 y 4           |
| 2016 | Misma Cama, Diferentes Sueños    | SBS  | Invitada                 | Episodios 54 y 55         |

## Premios y nominaciones
| Año  | Premio                   | Categoría           | Resultado | Ref.  |
| ---- | ------------------------ | ------------------- | --------- | ----- |
| 2006 | MBC Entertainment Awards | Premio Mejor Novato | Ganadora  | [ 1 ] |